# Marany Meyer
Marany Meyer (* 5. April 1984) ist eine neuseeländische Schachspielerin südafrikanischer Herkunft. Im August 2009 wechselte sie vom südafrikanischen zum neuseeländischen Schachverband. Sie trägt den Titel Internationaler Meister der Frauen (WIM).
Im Jahr 2000 nahm sie mit der südafrikanischen Juniorennationalmannschaft an der U20-Weltmeisterschaft in Rio de Janeiro teil. Am zweiten Brett der südafrikanischen Frauennationalmannschaft spielte sie bei der Schacholympiade 2000 in Istanbul. Bei der Frauenweltmeisterschaft 2000 in Neu-Delhi setzte sie sich in der ersten Runde gegen Nino Gurieli mit 1,5:0,5 durch, schied jedoch in der zweiten Runde mit 0,5:1,5 gegen Almira Scripcenco aus. Bei der U18-Weltmeisterschaft der Mädchen 2001 im spanischen Oropesa del Mar hatte sie mit ihrem geteilten fünften Platz das beste Ergebnis aller Südafrikanerinnen seit Einführung dieses Wettbewerbs (Stand: 2009). Bei der Schacholympiade 2012 in Istanbul spielte sie am Reservebrett der neuseeländischen Frauennationalmannschaft, bei der Schacholympiade 2014 in Tromsø am zweiten Brett.
Vereinsschach spielt sie seit Januar 2008 für den Wellington Chess Club. In Südafrika hatte sie mehr als zehn Jahre lang die höchste Elo-Zahl aller dortigen Schachspielerinnen. Ihre Elo-Zahl beträgt 2031 (Stand: Juli 2023). Sie würde damit die neuseeländischen Elo-Rangliste der Frauen anführen, wird jedoch als inaktiv gewertet, da sie seit der Schacholympiade 2014 keine Elo-gewertete Schachpartie mehr gespielt hat. Ihre höchste Elo-Zahl von 2161 erreichte sie im Januar 2002.